# Paola & Chiara
Paola & Chiara es el nombre de un dúo de hermanas milanesas, compuesto por las hermanas Paola (Milán, 30 de marzo de 1974) y Chiara Iezzi (Milán, 27 de febrero de 1973). 
En 1997 las hermanas se presentaron por primera vez en el Festival de Sanremo y ganaron en la categoría de Nuevo-artista, con la canción «Amici Come Prima». Poco después, lanzaron su primer álbum. Desde entonces, han publicado otros ocho álbumes de estudio, incorporando el cambio influencias musicales (como el Pop Español y elementos celtas) y cantando en varios idiomas diferentes, logrando el éxito internacional en 2000 gracias a su álbum Television de donde se desprendieron sus sencillos «Vamos a bailar» o «Viva el amor» que llegaron a número uno en varios países, en su versión en italiano o en sus versiones en inglés, o español.
En julio de 2013, el dúo lanzó el álbum Giungla, que cuenta con los raperos Razza Krasta y Moreno. Poco después del lanzamiento del álbum, anunciaron su separación.
El 4 de diciembre de 2022 las hermanas anuncian en sus respectivos perfiles de Instagram, que participarán en el próximo Festival de San Remo de 2023.
Tras su paso por el Festival de San Remo, consiguen un puesto 17 en la lista de votaciones, el sencillo “Furore”consigue una buena repercusión y es certificado platino en ventas.
El 19 de abril de 2023 anuncian en sus redes sociales el lanzamiento de su próximo álbum titulado “Per Sempre” compuesto por varios de sus temas más conocidos de toda su carrera interpretados con diferentes artistas y compositores del panorama italiano, este nuevo álbum irá acompañado de una gira “Per Sempre Tour” prevista desde mayo hasta finales de ese mismo año.
El primer sencillo extraído del álbum es “Furore” seguido de “Mare Caos” estrenado una semana antes del lanzamiento oficial del álbum.

## Historia
Fueron descubiertas por el representante de Max Pezzali en un local de Milán y las contrató como coristas del grupo 883. Posteriormente abandonaron esta formación para comenzar su verdadera carrera en 1997, año en el que se dieron a conocer al ganar el premio revelación en el Festival de la Canción de San Remo de 1997 con el tema el tema «Amici come prima». Esta canción fue incluida poco después en su primer LP, Ci Chiamano Bambine. En este primer momento experimentaron con el estilo pop-rock con bastante éxito en Italia. 
En 1998 publicaron Giornata storica tras las ventas multiplatino y la gira de su primer trabajo. Este segundo trabajo reflejó la estancia en Irlanda que Paola había realizado ese mismo año, llevándolas por un camino musical de influencia celta que no convenció en su país natal.
Tras ese pequeño revés, les llegó su mayor éxito de la mano de su tercer álbum Television, cuyas versiones en italiano, español e inglés les dieron éxito internacional. El nuevo giro hacia el pop latino de sus temas «Vamos a bailar» o «Viva el amor» llegaron al número 1 de las listas de éxitos de varios países a lo largo de 2000 y 2001.
En 2002 publicaron el disco Festival, precedido por el sencillo homónimo, fruto de un viaje por América en el que volvieron a variar su estilo hacia uno más melódico y ecléctico. Sin abandonar el pop latino que tan bien les había funcionado anteriormente, este disco recibe influencias orientales, brasileñas, acústicas e incluso experimentaron con el canto lírico y el bolero. Dicho álbum se grabó también en español, aunque la discográfica nunca lo lanzó al mercado (está guardado). En cambio, sí existe el videoclip "Festival - Noche Mágica". 
En 2004 vio la luz su quinto álbum, Blu, con influencias del electro-pop de los años 80 que no tuvo el éxito que esperaban. En 2005 volvieron a San Remo con el tema "A modo mio" y publicaron un disco de grandes éxitos. 
En otoño de 2008, publicó el álbum Win the Game que incluye temas en inglés, italiano y francés y supuso un nuevo giro de su estilo hacia el eurodance. El sencillo homónimo salió a la venta el 22 de junio.
Independientemente, ambas hermanas han sacado dos sencillos por separado. Chiara publicó el tema humanitario «Nothing at All», basado en la canción de Madonna, «You Thrill Me/Erotica». Paola por su parte, publicó el sencillo «Alone» en 2009, en un estilo soul con el que nunca habían experimentado anteriormente.
Las emisoras de radio italianas ya han estrenado el adelanto del que será su próximo trabajo. La canción se llama «Emozioni» y supone el regreso de las dos hermanas al pop latino que les dio la fama en Europa.

## Discografía
| Álbum                                  | Información |
| -------------------------------------- | --- |
| 'Ci chiamano bambine'                  | * Publicado: 2 de febrero de 1997 * Posición en listas de ventas: 33 (Italia) * Certificado: Disco de Platino (ITA) * Ventas en Italia: 150.000 * Ventas a nivel mundial: * Sencillos: "Amici Come Prima (1996)", "Amore Mio (1997)", "Ti Vada O No? (1997)", "Per Te (1998)"                                             |
| 'Giornata Storica'                     | - Publicado: 29 de octubre de 1998 - Posición en listas de ventas: - Certificado FIMI: - Ventas en Italia: - Siencillos: "Non Puoi Dire Di No! (1998)", "Colpo Di Fulmine (1998)", "Nina (1998)" |
| 'Television'                           | - Publicado: 19 de junio de 2001 - Posición en listas de ventas: #23 (ITA) - Certificado FIMI: Disco de Platino (ITA) - Ventas en Italia: 150.000 - Sencillos: "Vamos A Bailar (2000)", "Amoremidai/El amor que me das/You give me love (2000)", "¡Viva El Amor!/¡Viva! (2001) (Remix)", "Fino Alla Fine" (2001) (Remix)" |
| 'Festival'                             | - Publicado: 24 de junio de 2002 - Posición en listas de ventas: #13 (ITA) - Certificado FIMI: - Ventas en Italia: - Sencillos: "Festival/Noche Magica/Hearth Beatin' (2002)", "Hey! (2002)", "Muoio per te (promoción en radio) (2003)", "Kamasutra/Extasis Kamasutra (2003)"                                            |
| 'Blu'                                  | - Publicado: 10 de mayo de 2004 - Posición en listas de ventas: #27 (ITA) - Certificado FIMI: - Ventas en Italia: - Sencillos: "Blu (2004)", "@mare Di Piu' (promoción en radio) (2004)", "Disco DJ (promoción en radio) (2004)"                                                                                          |
| 'Greatest Hits Paola & Chiara'         | - Publicado: 24 de febrero de 2005 - Posición en listas de ventas: #25 (ITA) - Certificado FIMI: Disco de Oro (ITA) - Ventas en Italia: 40.000 - Sencillos: "A modo mio (2005)", "Fatalità (2005)" |
| 'Nothing At All' (Chiara en solitario) | - Released: 15 de enero de 2007 - Posición en listas de ventas: #2 - Certificado FIMI: - Ventas en Italia: |
| 'Win The Game'                         | - Released: 16 de noviembre de 2007 - Posición en listas de ventas: #40 - Certificado FIMI: - Ventas en Italia: - Sencillos: "Second Life (2007)", "Cambiare Pagina (2007)", "Vanity & Pride (2008)" |
| Milleluci                              | - Publicado: 9 de noviembre de 2010 - Posición en listas de ventas: 19.ª - Certificado FIMI: - Ventas en Italia: - Siencillos: «Pioggia d'estate», «Milleluci» |
| Giungla                                | - Publicado: 11 de junio de 2013 - Posición en listas de ventas: 13 - Certificado FIMI: - Ventas en Italia: - Sencillos: «Divertiamoci (perché c'è feeling)» |
| 'Per Sempre'                           | * Publicado: 12 de mayo de 2023 * Posición en listas de ventas: #3 (Italia) * Certificado: Disco de Oro (ITA) * Ventas en Italia: * Ventas a nivel mundial: * Sencillos: "Furore”, "Mare Caos" |

Además de la citada discografía, Paola y Chiara han grabado versiones de algunos de sus discos en español e inglés. He aquí la lista:
- "Television (versión en español)- 2000" Sencillos: "Vamos a bailar (2000)", "El amor que me das (2000)", "¡Viva! (2001)"
- "Television (versión inglesa)- 2000" Sencillos: "Vamos a bailar (2000)", "You give me love (2000)", "Viva el amor! (2001)"
- "Festival (versión en español)". Nunca se publicó por decisión de la discográfica.

## Sencillos
| - Amici come prima- 1997 - Amore mio- 1997 - Ti vada o no- 1997 (De la banda sónora de "Hércules") - Per te- 1998 - Colpo di fulmine- 1998 - Non puoi dire di no- 1998 - Nina- 1998 - Vamos a bailar (italiano)- 2000 - Vamos a bailar (inglés)- 2000 - Vamos a bailar (español)- 2000 - Amoremidai- 2000 - You give me love (Amoremidai - inglés) - 2000 - Viva el amor! (italiano)- 2000 - Viva el amor! (inglés)- 2000 - ¡Viva! (español) - 2000 - El amor que me das (Amoremidai - español) - 2001 | - Fino alla fine- 2001 - Festival- 2002 - Heart beatin' (Festival)- 2002 - Noche mágica (Festival)- 2002 - Hey!- 2002 - Kamasutra- 2003 - Éxtasis kamasutra- 2003 - Blu- 2004 - A modo mio- 2005 - Fatalità- 2005 - Second Life- 2007 - Cambiare pagina- 2007 - Vanity & pride- 2008 - Emozioni- 2009 - Pioggia d'Estate - 2010 - Milleluci - 2010 - Divertiamoci (perché c'è feeling)- 2013 |

- Furore - 2023
- Mare Caos - 2023
- Lambada (feat.Boomdabash) - 2023
- Solo Mai - 2024
- Festa Totale - 2024